# 雷克雅未克機場
雷克雅未克機場是冰島首都雷克雅未克的一座民用機場，位於距離雷克雅未克市中心約2公里。由於雷克雅未克機場定為國內機場，但為了區別雷克雅未克以外的凯夫拉维克机场（中文也稱雷克雅未克-凱夫拉維克機場），有時將雷克雅未克機場非正式地稱作雷克雅未克城市機場或雷克雅未克國內機場。

## 外部連結
- 官方網站 （页面存档备份，存于）（冰岛语）（英文）